# Kanton Orléans-Carmes
Kanton Orléans-Carmes (francouzsky Canton d'Orléans-Carmes) je francouzský kanton v departementu Loiret v regionu Centre-Val de Loire. Tvoří ho pouze západní část centra města Orléans (čtvrti Carmes - Bannier a Madeleine).